# George Szekeres
Pour les articles homonymes, voir Szekeres.
George Szekeres (prononciation hongroise : [ˈsɛkɛɾɛʃ ]) est un mathématicien hongrois et australien, né en 1911 à Budapest et mort en 2005 à Adélaïde.

## Premières années
Szekeres obtint une licence de chimie à l'université polytechnique de Budapest. Il travailla six ans à Budapest, comme analyste. En 1936, il épousa Esther Klein. Juive, la famille dut fuir les persécutions nazies, si bien que Szekeres prit un poste à Shanghai, en Chine. Ils vécurent là-bas durant la Guerre sino-japonaise et la guerre civile chinoise. Leur premier enfant, Peter, naquit à Shanghai.

## Carrière
En 1948, il accepta avec joie une proposition de poste à l'université d'Adélaïde, en Australie. Les soucis étaient derrière lui : il put entamer une vie prospère de mathématicien. Son second enfant, Judy, naquit en 1954. En 1963, la famille déménagea à Sydney car Szekeres avait obtenu un poste à l'université de Nouvelle-Galles du Sud, où il enseigna jusqu'à sa retraite en 1975. Il conçut aussi des problèmes pour les olympiades de mathématiques entre lycéens organisées par son université, et pour une compétition annuelle entre prégradués tenue par la Société mathématique de l'université de Sydney.
Toute sa vie, Szekeres a travaillé en collaboration étroite avec beaucoup d'éminents mathématiciens de son époque, dont son épouse Esther, Paul Erdős, Pál Turán, Béla Bollobás, Ronald Graham, Alfred van der Poorten, Miklós Laczkovich et John Coates.

## Honneurs
- En 1968, il a remporté la Médaille Thomas Ranken Lyle de l'Académie australienne des sciences.
- En janvier 2001, il a reçu une médaille du Centenaire « pour services rendus à la société australienne et à la science en mathématiques pures[4] ».
- En mai 2001, un festschrift a été tenu, en l'honneur de son quatre-vingt-dixième anniversaire, à l'université de Nouvelle-Galles du Sud.
- En 2001, la Société australienne de mathématiques a créé en son honneur la Médaille George Szekeres.
- En juin 2002, il a été fait membre honoraire de l'Ordre d'Australie « pour services rendus aux mathématiques et à la science, en particulier pour ses contributions à l'éducation et la recherche, et au soutien et développement de la compétition de mathématiques de l'université de Nouvelle-Galles du Sud et de l'équipe australienne aux olympiades de mathématiques[5] ».

## Vie personnelle
Le Happy Ending problem est un exemple de l'emprise des mathématiques sur la vie de George Szekeres. En 1933, il se réunissait presque tous les dimanches à Budapest avec d'autres étudiants pour discuter, entre autres, de mathématiques. À l'une de ces réunions, Esther Klein proposa le problème suivant :

Montrer qu'étant donnés cinq points du plan en position générale, quatre d'entre eux forment un quadrilatère convexe.
Après avoir laissé George, Paul Erdős et les autres étudiants se gratter la tête un bon moment, Esther expliqua sa preuve. En 1935, George publia avec Paul un article généralisant ce résultat et considéré comme un des travaux fondamentaux dans le domaine de la géométrie combinatoire. Erdős baptisa ce problème Happy Ending (« de fin heureuse ») parce qu'il aboutit au mariage de George et Esther.
George et Esther sont morts à Adélaïde le même jour (28 août 2005), à une heure d'intervalle.